# SET 10
SET 10 bylo cvičné letadlo pro základní výcvik z počátku 30. let 20. století, postavené v Rumunsku společností Societatea pentru Exploatări Tehnice (SET) popř. též zvaná Fabrica de Avioane SET inginer Grigore Zamfirescu. Společnost SET (Společnost pro technický rozvoj) založil v Bukurešti v roce 1923 diplomovaný inženýr Grigore C. Zamfirescu. Letoun byl určen pro výcvik v rumunských aeroklubech a v letectvu.

## Vznik a vývoj
Navzdory "nabitému" harmonogramu výroby si našel inženýrský tým továrny SET také čas a zdroje pro navrhování a stavbu několika pozoruhodných prototypů. V roce 1932 byly postaveny dva prototypy experimentálního, cvičného letounu SET 10. Ten byl následován párem podobně číslovaných stíhacích trenérů SET X. Ačkoli některé zdroje uvádějí, že v letech 1932-1933 bylo postaveno celkem 10 letadel SET 10 a 20 letadel SET X, neobjevily se žádné jasné důkazy, které by prokazovaly, že tato šarže byla skutečně objednána nebo byla výroba provedena a dodána.
Letoun SET 10 vznikl jako experimentální letoun pro základní výcvik. Byly postaveny dva prototypy pro různé druhy zkoušek. Podle byl první prototyp poháněn motorem Walter Mars, 2.prototyp a sériové kusy měly mít motor de Havilland Gipsy Major resp. licenční motor IAR 4-G1, což byla rumunská licence motoru de Havilland Gipsy Major. S tímto v mírném rozporu jiný zdroj nabízí v listopadu 1934 letoun SET 10 pro použití jako školní, turistické a akrobatické letadlo s devítiválcovým hvězdicovým motorem Walter Mars I o výkonu 108 kW (145 k). Pro úplnost je třeba dodat, že v roce 1934 se Walter Mars již nevyráběl a byl nahrazen jeho nástupcem Walter Gemma.

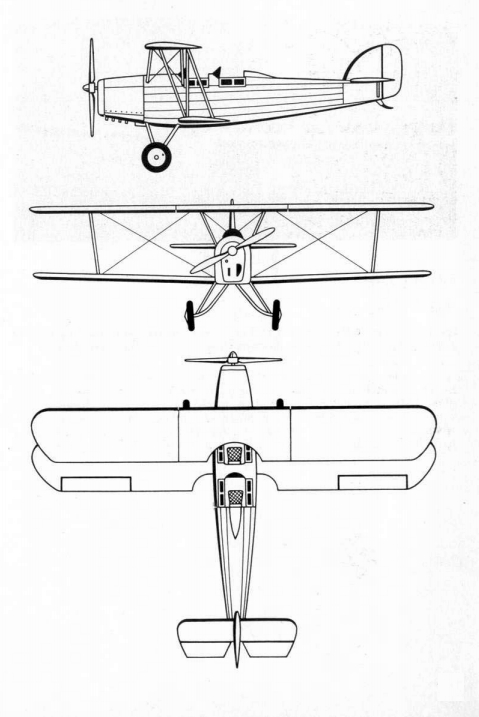
SET 10, trojrozměrná skica letounu s motorem Gipsy Major

## Popis letounu
Konstrukce letounu SET 10 byla odvozena z předchozího dvoumístného dvouplošníku SET 7. SET 10 však byl podstatně menší, jednomotorový cvičný letoun se zdvojeným řízením pro výcvik rumunských vojenských pilotů. Pilot a instruktor seděli v tandemových otevřených kokpitech. Oproti předchozímu typu měl nově zkonstruované horní křídlo. Bylo zúžené na odtokové hraně křídla a "vykrojené" nad kokpity, aby se zlepšila viditelnost pro oba členy posádky.
Byl to konvenční dvouplošník s křídly vyztuženými N-vzpěrami. Byl vybaven pevným podvozkem na trubkové konstrukci a s konvenční ostruhou na zádi trupu.

## Použití
I když byly vyrobeny dva prototypy (s různými motory) letoun nebyl schválen pro sériovou výrobu resp. nebyla předložena objednávka na jeho výrobu rumunským ministerstvem letectví a námořnictva. Rovněž tak rumunský letecký rejstřík žádný letoun SET 10 neuvádí.

## Uživatelé
- Rumunsko
  - Rumunské letectvo

## Specifikace

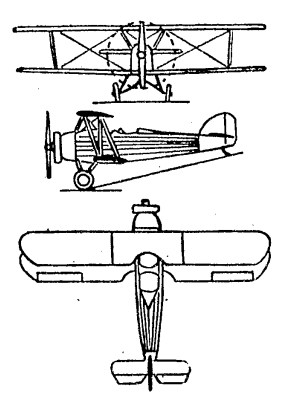
SET 10 s motorem Walter, trojrozměrná skica (L'Aéro, listopad 1934)

Údaje pro 1. a (2.) prototyp dle

### Technické údaje
- Osádka: 2 (instruktor, žák)
- Rozpětí: 9,46 m
- Délka: 7,30 (7,00) m
- Výška: 2,73 (2,85) m
- Nosná plocha: 22,0 m2
- Plošné zatížení: 37,7 kg/m2
- Hmotnost prázdného letadla: 548 (580) kg
- Vzletová hmotnost: 800 (830) kg
- Pohonná jednotka:
  - řadový invertní vzduchem chlazený čtyřválcový motor de Havilland Gipsy Major o vzletové výkonnosti 96 kW (130 k) při 2100 ot/min (1. prototyp)
  - hvězdicový vzduchem chlazený devítiválcový motor Walter Mars o jmenovitém výkonu 108 kW (145 k) při 1750 ot/min (2. prototyp)
- Vrtule: pevná dřevěná vrtule

### Výkony
- Cestovní rychlost: 165 (160) km/h ve 2000 m
- Max. rychlost: 180 (177) km/hod
- Minimální rychlost: 66 km/h
- Maximální dostup: 5 500 (5 000) m
- Dolet: 500 km
- Vytrvalost: 3 h 20 min
- Stoupavost:
  - do 2000 m 9 minut
  - do 4000 m 28 minut